# The Bank Job
『The Bank Job』（ザ・バンク・ジョブ）は、イギリスのチャンネル4で2012年1月2日から放送されているクイズ番組である。司会はジョージ・ラム (George Lamb) 。
ロンドンのポウルトリィにある建物に、銀行の金庫をイメージしたセットを組み立てて収録を行っている。

## ルール

### ラウンド1&2
- 4人の出場者が制限時間1分30秒で早押しクイズを行い、各ラウンドで1人脱落させていく。
- クイズに正解するとその時点で制限時間が一時停止し、25個のボックスの中から1つ選択し賞金を獲得していく。25個の総額は£150,000で本物のお札がボックスに入っており、正解した出場者のアタッシュケースに入れられる。
- さらに、正解した出場者には「脱出」するかどうかの選択権が与えられる。「脱出」を選択した場合は、賞金の入ったアタッシュケースを持って控室に移動。以降はクイズに参加できなくなるが、「脱出」を選ばないと次のラウンドに進むことができない。
- 誤答した場合は、1回休み。
- 制限時間が経過した時点で読み上げている問題が最終問題となる。
- ラウンド終了時に「脱出」できなかった出場者はその時点で失格となる。但し、複数の場合はサドンデスの早押しで失格者を1人に絞る。
- 全員「脱出」を選んだ場合は、そのラウンドの獲得金額最下位が失格者となる。

### ファイナルラウンド
- 2人に45秒の持ち時間が与えられ、交互に問題が出題される。正解しないと、持ち時間は消費されていく。（誤答のペナルティはないが、タイムロスとなる）
- ファイナルでは25個のボックスの中に「STEAL」が入っており、相手の獲得全額を横取りすることができる。但し、相手が「脱出」した場合は無効となる。
- 先に「脱出」した場合は、制限時間内に対戦相手の金額が自分より上回らなければ優勝となる。
- 制限時間内に「脱出」できないと「Lockd In」となり、逆に相手側が正解すれば金額にかかわらずその出場者が優勝となる。
- 2人とも「脱出」できなかった場合は、早押しクイズで優勝を決める。
- 優勝者は、3ラウンドの獲得賞金をグランドファイナルに持ち越して出場する。

### グランドファイナル
- 月曜日から金曜日までの5人の優勝者が、5日分の獲得金額を懸けて4ラウンド制で行う。
- ラウンド1から3までは通常通りのルールで行われる。
- ファイナルラウンドでは、2人が獲得総賞金を山分けか独り占めするかをそれぞれ選択。
  - 2人とも山分けなら、折半して賞金獲得となる。
  - 一方だけが独り占めを選択していた場合は、その出場者が賞金総取りとなる。
  - 2人とも独り占めを選択していた場合は2人とも獲得賞金なしとなり、代わりに失格者3人が賞金を山分けする。

### シーズン2
- 勝ち抜き制に変更され、優勝者は次回出場する。
- 第1ラウンドの制限時間が1分15秒に変更された。
- 「STEAL」に関しても、通常のラウンドに入っている。また、新たに「BANKRUPT」が入っており、そのラウンドの獲得賞金がゼロになってしまう。
- 第2ラウンドでは従来通り制限時間1分30秒だが、新たなルールとして賞金を2回分しか受け取ることしかできない。そのため、賞金を受け取るか放棄するかの判断が迫られ、2回分を受け取った時点で自動的に「脱出」となる。なお、1回目に受け取るとその分は放棄できなくなるため、より大きな金額を獲得するかどうかカギになる。
- 2012年3月10日に行われたグランドファイナルでは、シーズン2の優勝者4人と失格者の中から成績最上位1人を加えて競われた。